# Габуєв Азамат Борисович
Азамат Борісович Габуєв (також Джонні Рамонов (1985 , Орджонікідзе )) — російський письменник, юрист.

## Життєпис
Азамат Габуєв народився у Владикавказі 1985 року. Закінчив юридичний факультет Північно-Осетинського державного університету, потім аспірантуру в МДЮА імені О. Є. Кутафіна. Кандидат юридичних наук, працює юристом у Москві.
Перші оповідання Азамата Габуєва виходили у владикавказькому журналі «Дарьял» під псевдонімом Джонні Рамонов — і завдяки інтернет-версії видання його твори часто ставали подією в осетинському сегменті мережі Інтернет, широко обговорювалися на форумах та в соцмережах, як сталося з оповіданнями «Реваз» (2009) та «Аделіна» (2008).
В оповіданні «Реваз» у сатиричній формі представлено збиральний образ молодого владикавказця, який міг би працювати в міністерстві у справах молоді. За словами Габуєва, вихід цього журналу у світ у популярному місцевому виданні спричинив внутрішнє розслідування в міністерстві:
Публікувався в журналах «Жовтень», «Дружба народів» та Esquire Russia — під власним ім'ям. Улітку 2018 року у видавництві «Ексмо» вийшов перший роман Азмата Габуєва «Холодний день на сонці». Книга про двох дівчат з Владикавказу, Майю та Заріну.
Габуєв пише зазвичай від першої особи, використовуючи молодіжний сленг, нецензурну лайку і перескакування кодів (вкраплення фраз осетинською).

## Премії
У 2009 році увійшов до лонг-листа премії «Неформат», у 2011 році до лонг-листа премії «Дебют», у 2019 році (з романом «Холодний день на сонці») — до шорт-листа премії ФІКШН35, один із п'яти найращих молодих письменників Росії за версією журналу GQ.

## Переклади
Два оповідання Габуєва — «Реваз» та «Ні. А ти?» — виходили в перекладі на есперанто в альманасі Beletra Almanako у 2011 році. Англійською мовою вийшло оповідання «Син» у листопаді 2020 року.